# Jacopo de' Barbari
Jacopo de’ Barbari (Venetië, na 1440 – Brussel, vóór juli 1516) was een Italiaans kunstschilder en graveur uit de Italiaanse renaissance. Tot de vernieuwingen die hij hielp introduceren behoren het realistische stadsgezicht in vogelperspectief en het stilleven.

## Leven
Over Barbari's jonge jaren is weinig bekend. Hij behoorde tot de Venetiaanse School en dook op in de kring rond Alvise Vivarini en Antonello da Messina.
Rond 1490 trad hij in dienst van keizer Maximiliaan van Oostenrijk. In 1494 maakte hij kennis met Albrecht Dürer, die Venetië bezocht. Rond 1500 was hij aan de slag in Dürers geboortestad Neurenberg. Hij stond er gekend als Jacob Walch. Drie jaar lang werkte hij er aan zijn meesterwerk, het zicht op Venetië. Doordat hij zich baseerde op waarnemingen vanaf drie klokkentorens, zijn er ook drie perspectieven gebruikt. Dankzij een geometrisch schema bekwam hij niettemin een indrukwekkende cartografische nauwkeurigheid. De houtsnede op zes reusachtige blokken werd in 1500 getrokken door Anton Kolb.
Nadien ging Barbari als portrettist en miniaturist aan de slag. Hij werkte achtereenvolgens voor Frederik de Wijze, hertog van Saksen (Wittenberg, 1503), en voor keurvorst Joachim van Brandenburg (1508).
In 1509 trok hij naar Brussel, waar hij hofschilder werd van admiraal Filips van Bourgondië-Blaton (1464-1524) en later van landvoogdes Margaretha van Oostenrijk (1480-1513). Omdat het hof van deze laatste in Mechelen was, wordt soms aangenomen dat hij daar is overleden.
Vanwege zijn signeerwijze wordt hij ook wel de "meester van de caduceus" genoemd.

## Werk

### Gravures

Zicht op Venetië (1500)

- Zicht op Venetië (1500, Museo Correr)
- Judith met hoofd van Holofernes (Wittertgalerij, Universiteit van Luik)
- Aanbidding der Wijzen (Wittertgalerij, Universiteit van Luik)
- Heilige Familie met Paulus (Wittertgalerij, Universiteit van Luik)
- Offer aan Priapus (Wittertgalerij, Universiteit van Luik)
- Sint-Sebastiaan
- Apollo en Diana
- Mars en Venus (National Gallery of Art)

### Schilderijen
- 1490: Maagd aan de bron (Louvre)
- 1500: De heilige Oswald (Slowaaks Nationaal Museum)
- 1503: De zegenende Christus (Kunsthistorisches Museum Wien)
- 1503: De grijsaard en het meisje (Philadelphia Museum of Art)
- 1504: Stilleven met patrijs en ijzeren handschoen (Alte Pinakothek)
- 1507: Portret van graaf Hendrik van Mecklenburg (Mauritshuis)
- 1510: Sperwer (National Gallery)

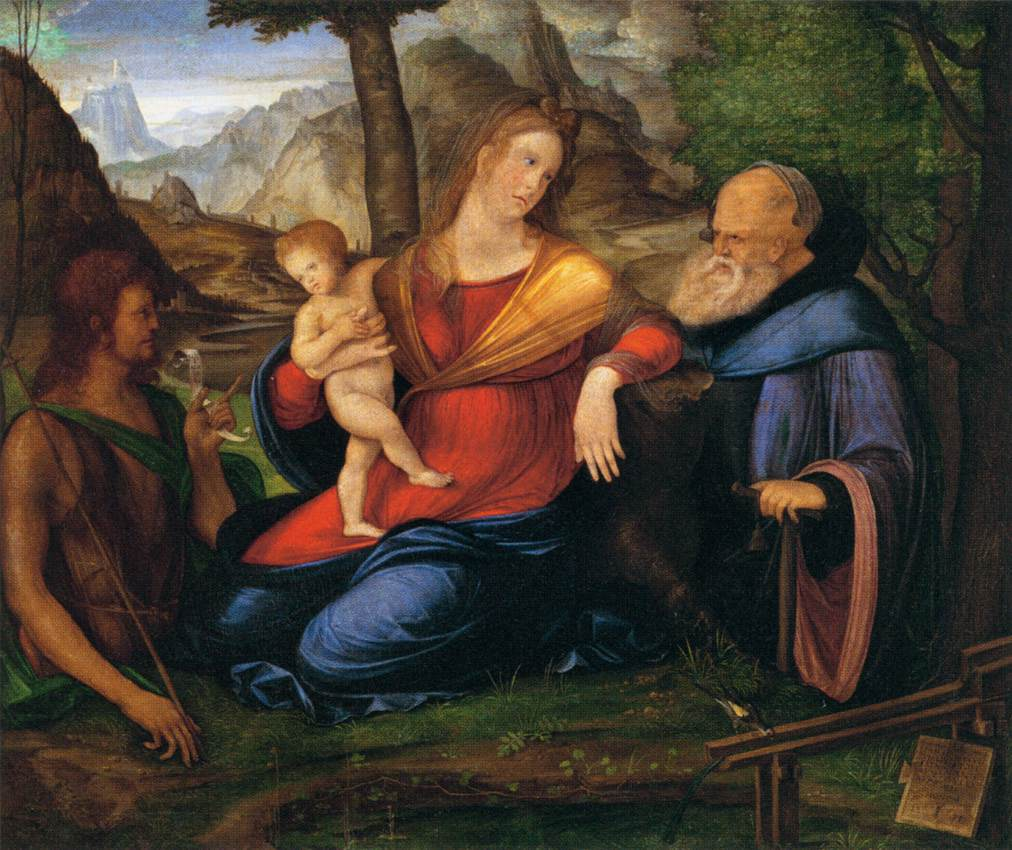
Maagd aan de bron
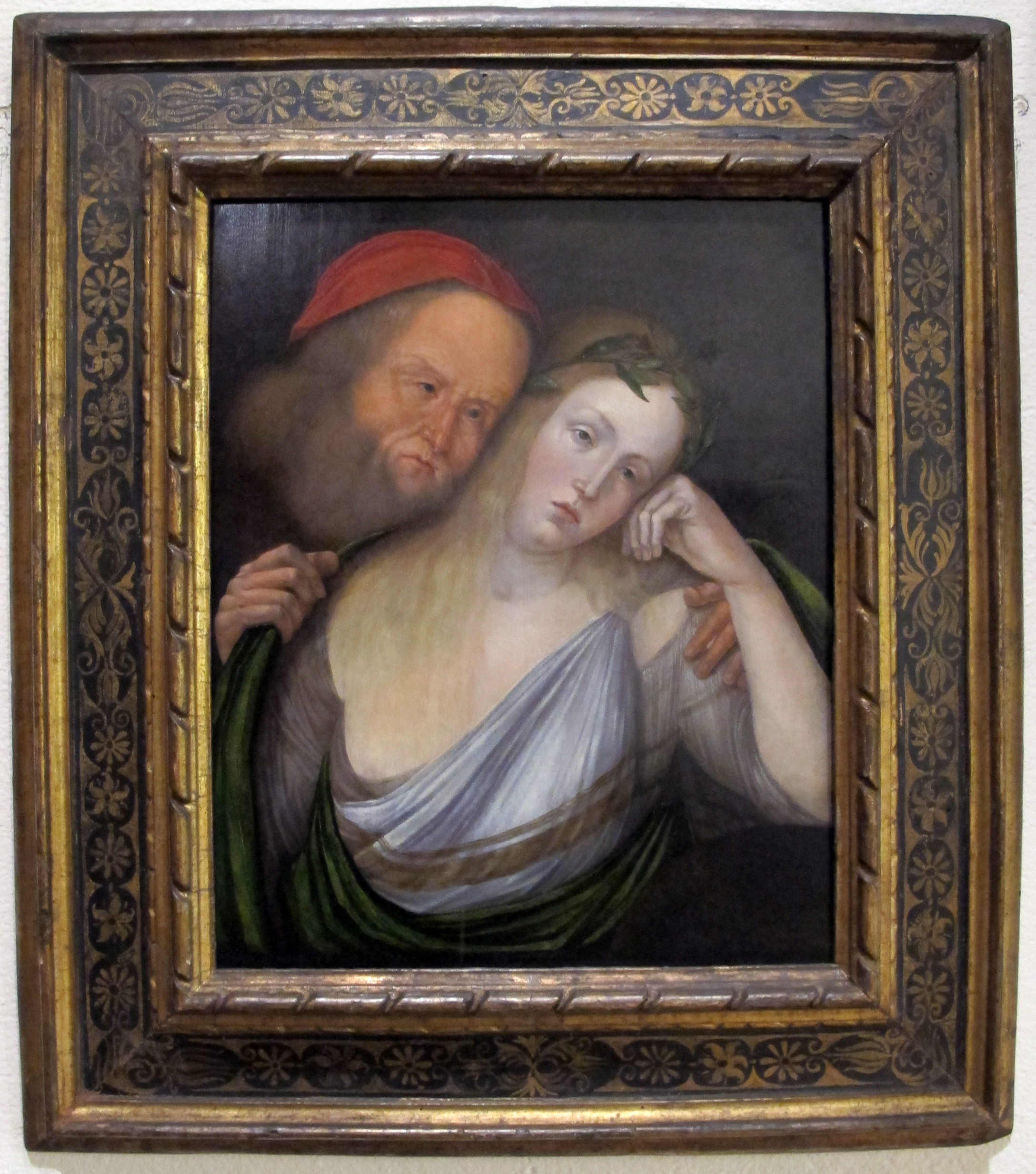
De grijsaard en het meisje
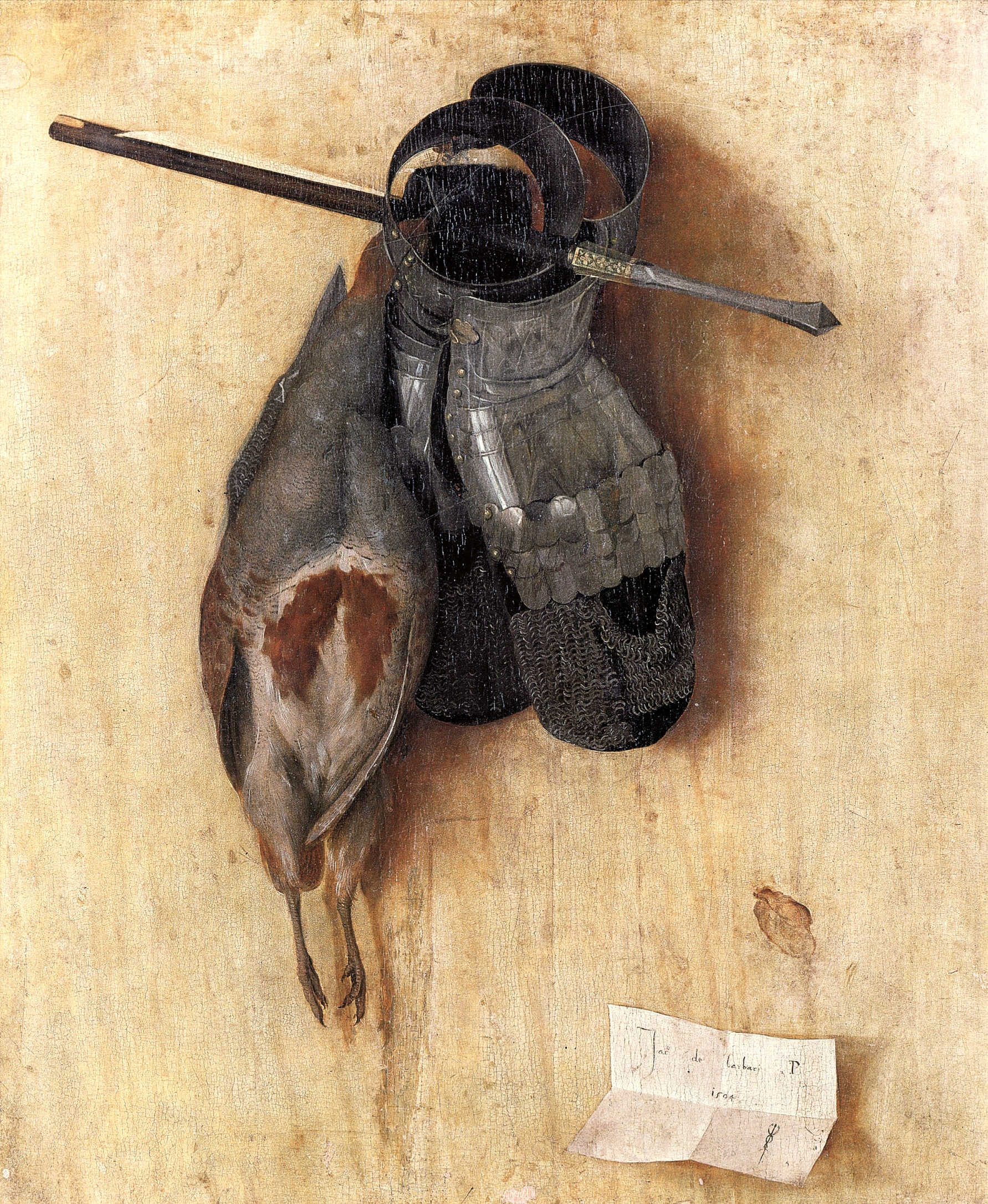
Patrijs en ijzeren handschoen
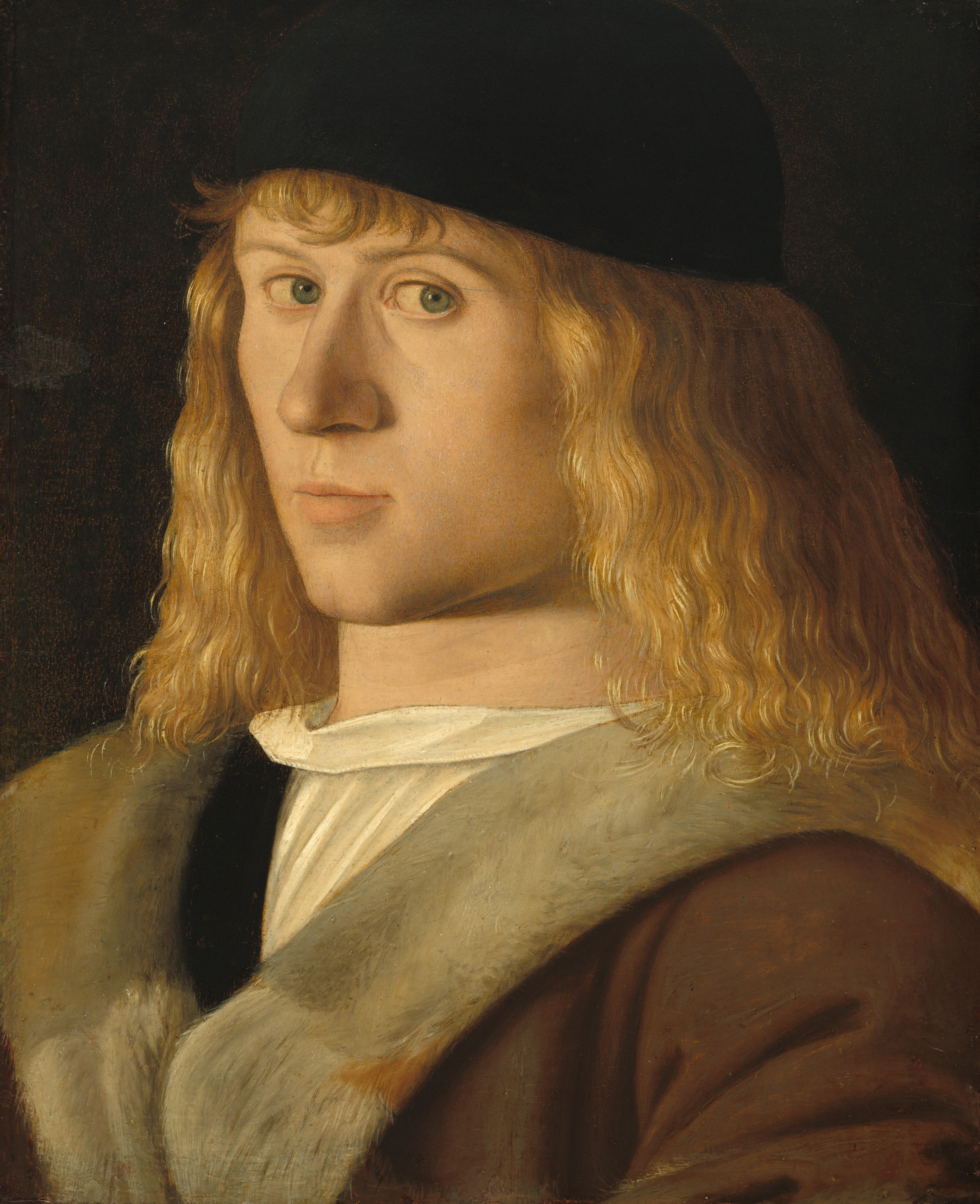
Portret van een jonge Venetiaan
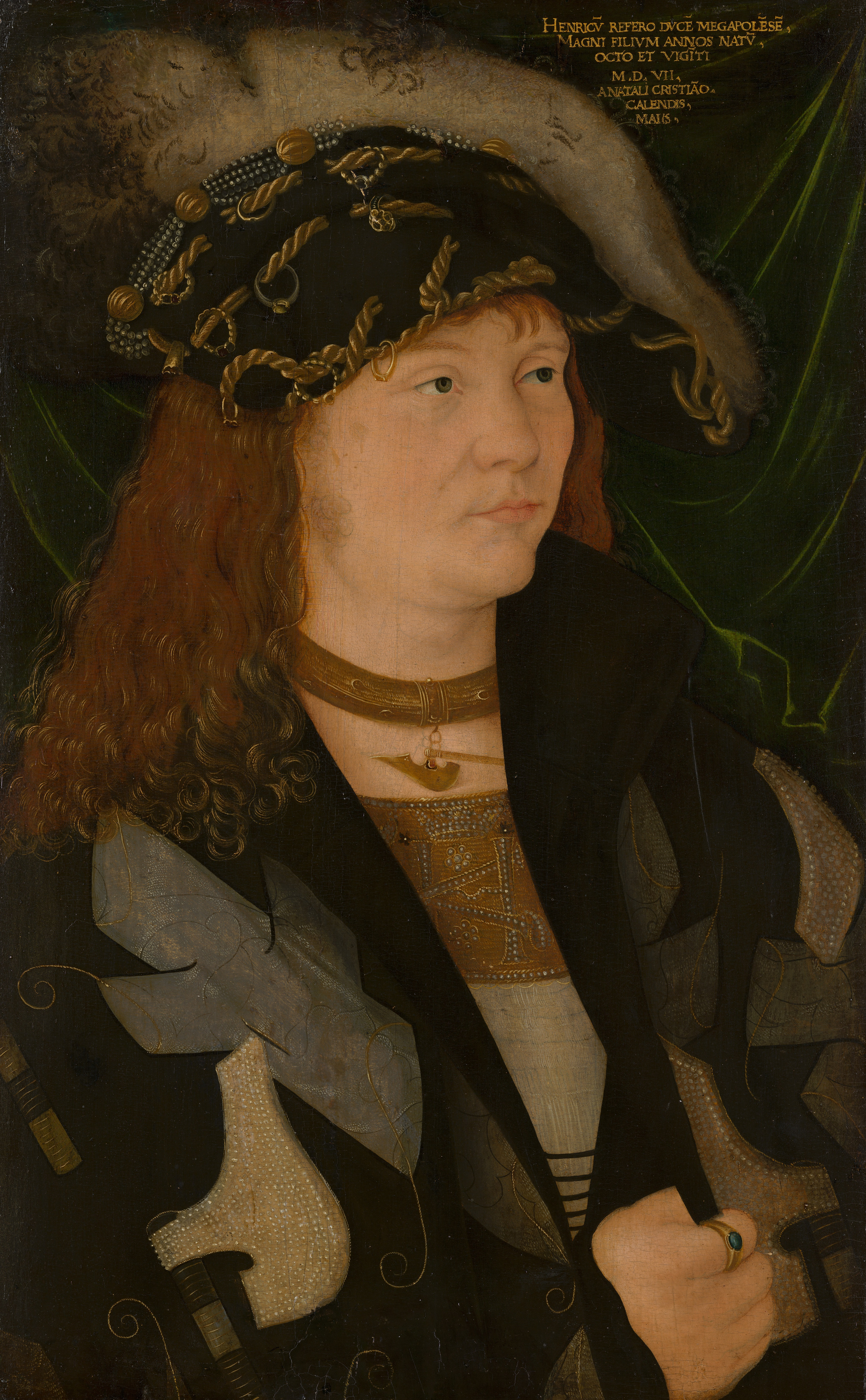
Hendrik van Mecklenburg

## Invloed
Barbari was een van de eerste Italianen die de renaissance introduceerde in het noorden. Zijn theorieën over de proporties van het menselijk lichaam hadden een grote invloed, onder meer op Albrecht Dürer, Barend van Orley en Jan Gossaert (met wie hij het kasteel van Suytburg inrichtte).